# Owase
Owase (japanska: 尾鷲市?, Owase-shi) är en stad i Mie i Japan. Staden fick stadsrättigheter 1954.